# Strigapoderus tranquebaricus
Strigapoderus tranquebaricus là một loài bọ cánh cứng trong họ Attelabidae. Loài này được Fabricius miêu tả khoa học năm 1798.